# Campeonato Europeo de Remo de 1966
El LVI Campeonato Europeo de Remo se celebró en Ámsterdam (Países Bajos) en 1966 bajo la organización de la Federación Internacional de Sociedades de Remo (FISA).
En total se disputaron cinco pruebas diferentes, todas ellas en la categoría femenina.

## Medallero
| Núm. | País           | Oro | Plata | Bronce | Total |
| ---- | -------------- | --- | ----- | ------ | ----- |
| 1    | RDA            | 3   | 0     | 2      | 5     |
| 2    | URSS           | 2   | 2     | 1      | 5     |
| 3    | Rumania        | 0   | 1     | 1      | 2     |
| 4    | Checoslovaquia | 0   | 1     | 0      | 1     |
| 4    | FRA            | 0   | 1     | 0      | 1     |
| 6    | Países Bajos   | 0   | 0     | 1      | 1     |
|      | TOTAL          | 5   | 5     | 5      | 15    |